# Lentipes rubrofasciatus
Lentipes rubrofasciatus är en fiskart som beskrevs av Maugé, Marquet och Laboute 1992. Lentipes rubrofasciatus ingår i släktet Lentipes och familjen smörbultsfiskar. IUCN kategoriserar arten globalt som otillräckligt studerad. Inga underarter finns listade i Catalogue of Life.